# Buganda
Il Buganda è un regno composto dai 52 clan dell'etnia africana baganda; è il più grande dei regni tradizionali rimasti nell'Uganda moderno. Il sovrano del Buganda è chiamato Kabaka.
Il regno è delimitato a sud dal lago Vittoria, a est dal fiume Nilo Vittoria, e a nord dal lago Kyoga. Sia l'antica capitale ugandese (Entebbe) sia quella attuale (Kampala) si trovano nel Buganda.
I tre milioni di baganda (singolare maganda, spesso indicati anche con la parola principale ganda) costituiscono il più grande gruppo etnico dell'Uganda (circa il 17% della popolazione totale del paese). Lo stesso nome "Uganda" (scelto per il paese quando questo divenne un protettorato britannico nel 1894) è la versione swahili di "Buganda". La lingua dei Baganda, il Luganda, è la principale seconda lingua dell'Uganda insieme all'inglese; viene insegnato in diverse scuole, inclusa l'Università di Makerere.

## Storia

### Buganda precoloniale e coloniale
Il Buganda era originariamente un regno vassallo di Bunyoro. Nel XVIII e XIX secolo la sua influenza crebbe rapidamente, e il Buganda divenne il regno dominante della regione. Non fu mai conquistato dagli eserciti coloniali; fu il re (kabaka) Mwanga II ad accettare lo status di protettorato britannico. A quel tempo, il regno si estendeva a ovest fino al Lago Alberto, e Mwanga II interpretò l'accordo con gli inglesi come un patto fra uguali. L'esercito Baganda combatté per gli inglesi in altre aree, e agenti Baganda furono incaricati di raccogliere i tributi delle colonie per conto del Regno Unito. Le città commerciali Baganda divennero importanti centri del protettorato, e i Ganda sfruttarono le opportunità offerte dall'"alleanza" con gli Europei nel commercio e nell'istruzione. Nel 1962, quando l'Uganda ottenne l'indipendenza, la qualità della vita e il livello di alfabetizzazione nel Buganda erano i più alti del paese.
Nel XX secolo, i kabaka del Buganda ebbero sempre una grande influenza sulla vita politica e sociale del paese, e anche all'interno del regno acquisirono un ruolo più forte di quello tradizionale. Consiglieri del kabaka andarono gradualmente a sostituire i capi clan, tanto che il kabaka arrivò ad acquisire il titolo di "capo di tutti i clan", concetto che non apparteneva alla cultura Ganda precoloniale. Alcuni kabaka intrapresero azioni militari contro regioni vicine (per esempio il Bunyoro, conquistato dall'esercito Ganda). Molto influente era anche il katikiro, il consigliere del kabaka, che aveva un ruolo paragonabile a quello di un Primo Ministro occidentale. Il kabaka dovette affrontare negli anni venti l'opposizione della classe media educata, coalizzata nel partito Young Baganda Association.
Gli inglesi non si opposero alla crescente influenza dei kabaka. Il Buganda divenne il cuore del protettorato, e ottenne formalmente il controllo di altre zone del protettorato stesso, inclusi i regni di Toro, Nkore, Busoga e Bunyoro.

### Politica in Uganda prima dell'indipendenza
Negli anni immediatamente prima dell'indipendenza, la prospettiva delle prime elezioni portò alla nascita di numerosi partiti politici. Questo fenomeno preoccupò i leader dei regni tradizionali, che temevano l'avvento di una nuova struttura di potere che li avrebbe privati dei loro vantaggi. Un certo disagio rispetto alla prospettiva del nuovo sistema politico si diffuse ulteriormente quando il segretario di stato per le colonie britannico Andrew Cohen, nel 1953, ventilò l'ipotesi che Uganda, Kenya e Tanganica (oggi parte della Tanzania) venissero uniti in una federazione simile alla Federazione di Rhodesia e Nyasaland (corrispondente agli odierni Zimbabwe, Zambia e Malawi). Molti ugandesi temevano che la federazione sarebbe stata sotto il controllo dei coloni bianchi kenioti, che in quel periodo stavano combattendo la rivolta dei Mau-Mau; e i Ganda, in particolare, erano convinti che questa grande unione territoriale avrebbe drasticamente ridotto la loro influenza sulla vita del paese. Il kabaka Mutesa II rifiutò di collaborare con Cohen e chiese la separazione del Buganda dal resto del protettorato; per tutta risposta, Cohen mandò il kabaka in esilio a Londra.
L'esilio di Mutesa II lo fece immediatamente apparire come un martire agli occhi dei Ganda, alimentando i loro sentimenti separatisti e causando un'ondata di proteste. Dopo due anni di tentativi per sedare questa rivolta, Cohen concesse al kabaka di tornare sul proprio trono, aumentando addirittura i suoi poteri amministrativi; sebbene gli inglesi definissero il kabaka un "monarca costituzionale", i poteri di Mutesa II andavano ben oltre quelli normalmente attribuiti a questo tipo di figura in occidente. Un movimento chiamato "gli amici del re" iniziò a fare pressioni affinché il kabaka diventasse di fatto il capo dello stato dell'Uganda indipendente. I politici del Buganda che non condividevano questa visione furono etichettati come "nemici del re" e subirono un forte ostracismo politico e sociale.
La principale opposizione politica del re all'interno del Buganda era costituita dal Partito Democratico (Democratic Party, DP) di Benedicto Kiwanuka. Si trattava di un partito di ispirazione cattolica, che si opponeva al predominio del protestantesimo in Buganda. Lo stesso kabaka, in effetti, doveva essere protestante, e veniva investito dei suoi poteri in una cerimonia ispirata a quella con cui la chiesa anglicana incoronava i monarchi britannici. Il DP era un partito ben organizzato, con un proprio organo di stampa, il Munno, pubblicato presso la missione di Kisubi.
Al di fuori del Buganda, molti partiti locali si opponevano all'idea di un'Uganda governato dal kabaka. Dall'unione di molte correnti anti-monarchiche nacque nel 1960 l'Uganda People's Congress (UPC) di Milton Obote.
Alla fine degli anni cinquanta, la scena politica del futuro Uganda appariva quindi estremamente polarizzata. I sostenitori del kabaka ammontavano a circa un terzo della popolazione; troppi per essere ignorati ma troppo pochi per costituire una maggioranza politica. Nonostante l'incertezza della situazione, gli inglesi annunciarono per il marzo del 1961 le prime elezioni politiche per un governo di transizione che avrebbe accompagnato il paese all'indipendenza. In seguito alla scelta degli "amici del re" di boicottare le elezioni, dalle urne uscì un risultato alquanto innaturale, con il Partito Democratico che conquistava la maggior parte dei seggi. Di conseguenza, Kiwanuka fu eletto Primo Ministro.
I separatisti Ganda, uniti nel partito Kabaka Yekka (KY), reagirono facendo pressioni affinché all'Uganda venisse data una struttura federale, con una larga autonomia del Buganda. Obote dell'UPC, che aveva subito una simile sconfitta elettorale, appoggiò le richieste del KY. In seguito a questo accordo, le prime elezioni ufficiali del 1962 videro la sconfitta del DP e la formazione di un parlamento con 43 delegati dell'UPC, 24 del KY e 24 del DP. Nell'ottobre 1962, l'Uganda divenne indipendente, con un governo costituito da membri della coalizione KY-UPC, Obote come Primo Ministro e il kabaka Mutesa II come Presidente.

### Dopo l'indipendenza
Subito dopo l'indipendenza, la controversia sul ruolo dei re nell'ordinamento politico ugandese fu uno dei temi più discussi. Sebbene vi fossero in Uganda quattro regni, la discussione verteva principalmente sulla monarchia del Buganda. Nel 1967, Obote modificò la costituzione del 1966 e costrinse Mutesa II a un nuovo esilio, con una manovra molto simile a un colpo di Stato militare. Il palazzo del re fu occupato dall'esercito dell'Uganda, che lo adibì a caserma. Il nuovo regime fu estremamente duro con chiunque professasse fedeltà al re o simpatia per gli "amici del re" e il KY. Mutesa non tornò mai più in Uganda; morì tre anni dopo.
Nel 1972, Obote fu a sua volta deposto dal capo dell'esercito, Idi Amin. Nel 1980 si tennero nuove elezioni politiche e Obote tornò al potere, nonostante le proteste di un nuovo partito monarchico chiamato Partito Conservatore (Conservative Party), che accusò Obote di brogli elettorali.
Negli anni ottanta emerse in Uganda il Movimento di Resistenza Nazionale (National Resistance Movement, NRM) di Yoweri Museveni, che diede inizio a una guerra civile per destituire Obote. L'NRM era formato in parte di Ganda, ma la posizione di Museveni rispetto al kabaka e al Buganda rimase sempre piuttosto ambigua. Alcune fonti ugandesi sostennero che Museveni aveva pubblicamente promesso di restaurare sul trono il kabaka Muwenda Mutebi II, in esilio come il suo predecessore. Quando l'NRM salì al potere nel 1986, la controversia tornò a infiammarsi. I clan Ganda si mobilitarono e chiesero la restituzione del palazzo del kabaka e il ritorno sul trono di Muwenda Mutebi. Esponenti dell'NRM etichettarono queste proteste come "deliri" e i leader Ganda come "opportunisti", minacciando punizioni esemplari per chi sosteneva le loro posizioni. Tuttavia, nel 1993 il governo restaurò il regno Buganda come monarchia costituzionale all'interno dell'Uganda, incoronando Muwenda Mutebi II.

## Cultura
La cultura politica e sociale Ganda è fortemente autoritaria. In tempi precoloniali, la disobbedienza al re era punita con la morte. A questo elemento si unisce una forte enfasi sull'iniziativa personale come strumento per raggiungere un alto status sociale, indipendentemente dalle proprie origini. Nella visione Ganda, una persona costruisce il proprio destino lavorando con impegno, e scegliendo accuratamente i propri amici, alleati e protettori.
L'economia tradizionale Ganda è centrata sull'agricoltura. A differenza della maggior parte degli altri popoli africani dell'Africa Orientale, i Ganda non sono grandi allevatori; molti Baganda affidano il loro bestiame a pastori di altre etnie. Le banane sono il cibo principale della dieta Baganda; poiché questo tipo di coltivazione non depaupera il terreno, i villaggi Ganda sono in genere stanziali. Le donne svolgono la maggior parte del lavoro agricolo, mentre gli uomini si dedicano tradizionalmente alla politica e alla guerra.
L'organizzazione sociale Ganda enfatizza il patrilignaggio e l'organizzazione in clan dotati di un capo clan e un consiglio di rappresentanti delle diverse famiglie. Tra i compiti assegnati ai capi clan ci sono tradizionalmente le decisioni sui matrimoni (in genere organizzati in modo da unire diverse famiglie in funzione di alleanze politiche e sociali), la gestione del terreno coltivabile, la riscossione dei tributi, e la cura della coesione sociale del clan. Ogni famiglia venera i propri antenati con cerimonie specifiche.
I villaggi Ganda comprendono in genere diverse decine di abitazioni, e sono solitamente sui pendii delle colline (mentre la sommità viene dedicata alla coltivazione). Nei villaggi tradizionali, il capo clan abitava al centro. Nella seconda metà del XX secolo, la struttura sociale tradizionale è andata sfumando, e i villaggi sono diventati più dispersi.
La maggior parte delle famiglie sono legate a uno specifico territorio detto butaka, anche se i membri della famiglia spesso vanno ad abitare in altri butaka in seguito ai matrimoni.
La famiglia tradizionale Buganda viene spesso descritta come un micro-regno. Il padre viene rispettato come un sovrano; le sue decisioni non vengono messe in discussione. Lo status sociale di un uomo è determinato anche dalla rete di relazioni clientelari che riesce a stabilire; per cementare questo genere di relazioni, spesso il padre manda i propri figli a vivere nelle case dei suoi protettori. Tutt'oggi, i Baganda ritengono che i bambini maturino più rapidamente se vengono allontanati dai propri genitori fin da piccoli. Numerose regole sociali contornano il sistema clientelare Baganda; gli uomini di status sociale elevato, per esempio, sono tenuti a dimostrarsi ospitali e generosi e dotati di grande autodisciplina e fiducia in sé stessi.
La cultura Ganda tollera la diversità in modo molto più marcato di quella di molti altri popoli africani. Anche prima dell'arrivo degli europei, molti villaggi Ganda ospitavano stranieri di altri gruppi etnici, specialmente come lavoratori.

## Struttura politica del Buganda
Il Buganda è una monarchia costituzionale con parziale autonomia all'interno dell'Uganda, con un re detto "kabaka". Ha un proprio parlamento, chiamato "lukiiko", a cui appartengono membri della famiglia reale, capi delle contee, ministri, e 52 capi clan. Il kabaka presiede solo la prima e l'ultima seduta annuali del lukiiko.